# Миланко Витомир Мали
Миланко Витомир Мали је пјесник из Републике Српске. Рођен је 1942. године у селу Ђедовци, општина Соколац (Република Српска), на обронцима планине Романије.
Завршио је студије социологије на Факултету политичких наука у Сарајеву. Радио је у средњој Електротехничкој школи у Сарајеву као професор социологије.
Миланко Витомир је погинуо 7. априла 2001. године у саобраћајној несрећи у околини Пала. Сахрањен је на гробљу родном селу. Поред Миланка Витомира - Малог почива и његов стриц Миланко Витомир, партизан и народни херој, погинуо октобра 1941. године. Миланко Витомир - Мали је рођен непуну годину након погибије стрица Миланка Витомира, па је тако и наслиједио његово име.
У част Миланку, након његове трагичне погибије, песници су на соколачким "Видовданским сусретима" установили награду "Миланко Витомир Мали", за најбољу завичајну пјесму.

## О дјелу
Недељко Жугић, пјесник са Пала, каже да је Витомир "писао лапидарним стилом, из окамењене тишине, а читалац је имао утисак да чита гатке, клетве, неку драгу пјесму коју смо заборавили".
Абдулах Сидран, пјесник и сценариста из Сарајева, у предговору друге књиге пјесама Миланка Витомира "Низ каурске калдрме" каже:"Памтим већ двије деценије, ако не и који год више из заједничког читања по књиижевним клубовима, густе, стегнуте, шкрте стихове Витомира Миланка. Нисам памтио, па ми читање у збирку сабраних ових стихова врати у сјећање и друго њихово својство и врлину: сасвим особит, богат, "сам по себи" вриједан и чаробан њихов-језик (Лингвистички стручњаци би вјероватно знали поријекло тога језика лоцирати сасвим прецизно у којих педесетак квадратних километара диљ романијске питомиме (Соколац, Кнежина...), а захвалног материјала за проучавање у њему нашли би и ужи специјалисти социо и психолингвистике.)”...